# 石门镇 (岚皋县)
石门镇，是中华人民共和国陕西省安康市岚皋县下辖的一个乡镇级行政单位。
2015年，陕西省民政厅批复同意撤销横溪镇，并入石门镇。

## 行政区划
石门镇下辖以下地区：
石门街道社区、铁佛村、月星村、红岩村、老鸦村、松林村、三湾村、双丰村、芙蓉村、新生村、双村、东升村、小沟村、新仓村、庄房村、兴坪村、乐景村、天福村、平安村、大河村和油房村。